# 末吉忠晴
末吉 忠晴（すえよし ただはる、1832年2月2日（天保3年1月1日）- 1903年（明治36年）7月20日）は、明治期の政治家。衆議院議員、東京市会議長。旧姓・庄屋。

## 経歴
大和国（現奈良県）で幕臣・庄屋庄蔵の三男として生れ、1856年（安政3年2月）葉山重信の養子となり分家して一家を創立した。
小学校世話掛、区総代、町総代、地租改正地価鑑定人、麹町区会議員、同副議長、同議長、所得税調査委員、徴兵参事員、東京府会議員、東京市会議員、同参事会員、同議長、学務委員長、日本赤十字社東京府委員などを務めた。
1894年（明治27年）3月、第3回衆議院議員総選挙（東京府第1区、無所属）で初当選し、第4回総選挙でも再選され、公同会に所属して衆議院議員に連続2期在任した。
1903年7月、麹町区紀尾井町3の自宅で死去した。

## 国政選挙歴
- 第3回衆議院議員総選挙（東京府第1区、1894年3月、無所属）当選[6]
- 第4回衆議院議員総選挙（東京府第1区、1894年9月、大手倶楽部）当選[7]
- 第5回衆議院議員総選挙（東京府第1区、1898年3月、無所属）次点落選[7]